# Irina Vlah

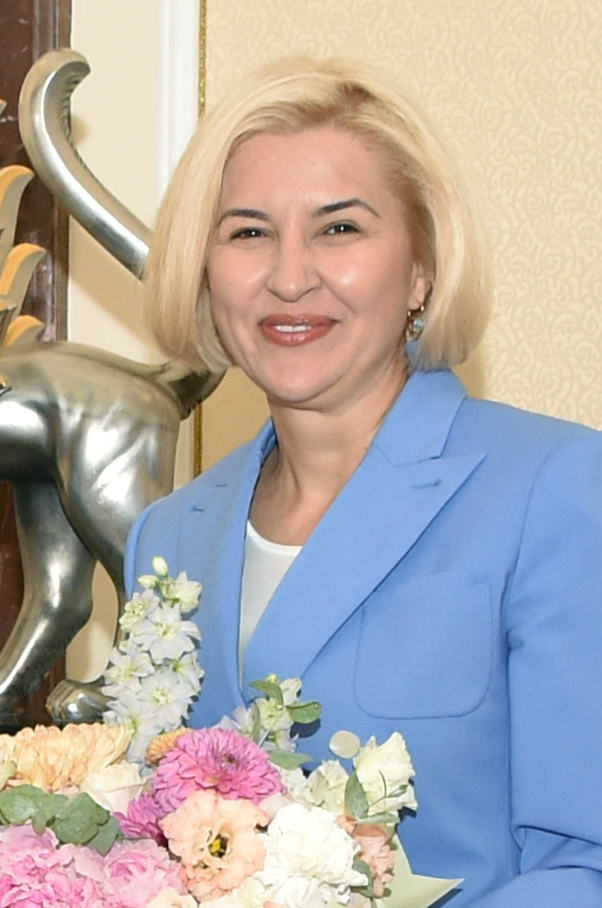
Irina Vlah (2021)

Irina Vlah (gagausisch İrina Vlah, russisch Ирина Фёдоровна Влах/Irina Fjodorowna Wlach; * 24. Februar 1974 in Comrat, Moldauische SSR) ist eine Politikerin aus der moldauischen autonomen Region Gagausien. Von 2015 bis 2023 war sie gagausische Regierungschefin (Başkan). Vlah vertritt prorussische Positionen und setzt sich für eine enge Anbindung an Russland ein.

## Leben
Vlah wurde 1974 in der gagausischen Hauptstadt Comrat geboren, damals noch Teil der Sowjetunion. Ihre Heimatregion besitzt seit den 1990er Jahren den Status einer Autonomen Region innerhalb der Republik Moldau.
Ihre politische Karriere begann Vlah bei den Kommunisten, die in Moldau nach dem Zerfall der Sowjetunion wiedererstarkten und von 2001 bis 2009 die Regierung bildeten. Bei den Parlamentswahlen 2005 zog sie für die Kommunisten erstmals ins Parlament ein.
Nach den Parlamentswahlen 2014 verließ sie ihre Partei. Die Kommunisten hätten laut Vlah ihre prorussischen Positionen verraten und einer Regierungsbildung der PLDM und der PD zugestimmt.
Anfang 2015 gab Vlah ihre Kandidatur bei den gagausischen Präsidentschaftswahlen (der Präsident Gagausiens trägt den Titel Başkan) bekannt. Obwohl sie offiziell als Parteilose teilnahm, wurde sie von der Sozialistischen Partei um Igor Dodon unterstützt. Den Sozialisten gehörten zahlreiche ehemalige Mitglieder der Kommunisten an, die Partei war bei den Parlamentswahlen 2014 überraschend stärkste Kraft geworden.
Im März 2015 siegte Irina Vlah bereits im ersten Wahlgang mit 51,1 % der Wählerstimmen. Sie setzte sich damit deutlich gegenüber dem zweitplatzierten Nicolai Dudoglo durch, der nur 18,2 % erreichte. Am 15. April 2015 trat sie ihr Amt offiziell an und löste damit den Amtsinhaber Mihail Formuzal ab, der nicht noch einmal angetreten war. Vlah war die erste Frau an der Spitze Gagausiens.